# أوكفيل (أونتاريو)
أوكفيل، أونتاريو (بالإنجليزية: Oakville)‏ هي مدينة كندية تقع في مقاطعة أونتاريو. تبلغ مساحة هذه المدينة 138.5604 (كم²)، ويبلغ عدد سكانها 165613 نسمة حسب إحصاء سنة 2006 م، بينما كان يسكنها 144738 نسمة في سنة 2001 م. تحتل هذه المدينة المرتبة رقم 26 بين مدن كندا حسب عدد السكان والمرتبة رقم 11 في المقاطعة. نما عدد السكان في هذه المدينة بنسبة (14.4) بين العامين المذكورين.

## أعلام
- ريتشارد بوتير
- إرنست جيمس سالتر
- فال فينيس
- هاري هارلي
- رونالد س. ريد
- كينيث هير
- جوشوا كلوز
- جيمس هنكليف
- ستيف ماسون
- ليندي بووث

## وصلات خارجية
- الأطلس الحكومي لكندا
- إحصاءات كندا مع ساعة تعداد السكان